# Milton Ncube
Milton Jija Ncube (ur. 4 lipca 1987 w Bulawayo) – zimbabwejski piłkarz grający na pozycji lewego obrońcy. Od 2019 jest zawodnikiem klubu Wellingborough Whitworth.

## Kariera klubowa
Swoją karierę piłkarską Ncube rozpoczął w klubie Shooting Stars. W sezonie 2008 zadebiutował w jego barwach w pierwszej lidze zimbabwejskiej. W latach 2010–2011 występował w Motor Action FC, z którym w sezonie 2010 został mistrzem Zimbabwe. W latach 2012–2014 był zawodnikiem Highlanders FC. W sezonach 2012 i 2013 wywalczył z nim dwa wicemistrzostwa Zimbabwe, a w sezonie 2013 zdobył też Puchar Zimbabwe. W latach 2014–2016 był graczem południowoafrykańskiego Ajax Kapsztad. W latach 2016–2017 grał w How Mine FC, w 2018 - w CAPS United, a w 2019 - w Harare City FC. W 2019 przeszedł do angielskiego Wellingborough Whitworth.

## Kariera reprezentacyjna
W reprezentacji Zimbabwe Ncube zadebiutował 28 lipca 2013 w wygranym 3:0 meczu Mistrzostw Narodów Afryki 2014 z Mauritiusem, rozegranym w Curepipe. Od 2013 do 2017 wystąpił w kadrze narodowej 16 razy i strzelił 1 gola.